# Малый Уральский хребет
Ма́лый Ура́льский хребе́т (или хребе́т Ма́лый Ура́л) — хребет на Южном Урале, в Челябинской области (Россия). Вытянут в меридиональном направлении с севера на юг. Располагается параллельно Уральскому хребту, восточнее от него. Максимальная высота — 913 метров. Протяженность — около 8 километров, с отрогами — 10-12 км.

## Описание
Малый Уральский хребет располагается параллельно Уральскому хребту, восточнее от него. Протяженность — около 8 километров (с отрогами — 10-12 км), вытянут в меридиональном направлении с севера на юг. Относится к территории Миасского городского округа.
Крайними южными отрогами (невысоки, покаты, покрыты смешанным лесом) хребет упирается в долину речки Куштумги. Самая южная горка называется Красноглинной. Севернее от Красноглинной — гора Крутой Ключ (782 метра над уровнем моря). Высшая точка Малого Уральского хребта расположена в трёх километрах к северу от Крутого Ключа и имеет высоту 913 метров над уровнем моря. На севере хребет Малый Урал заканчивается урочищем с названием Ицыльская дуброва. Недалеко от этого урочища расположена гора Ицыл и находятся истоки нескольких рек: Сухокаменка (между Малым Уралом и Ицылом), Тыелга и Большая Таловка (на восточном склоне Малого Урала).